# Carl Hermann Berendt
Carl Hermann Berendt (født 12. november 1817, død 12. april 1878) var en tysk etnograf, hvis navn særlig er knyttet til Mellemamerika og Mexico.
Berendt studerede medicin og drog 1851 som læge til Centralamerika. Ved siden af sin praksis beskæftigede han sig med naturvidenskabelige, geografiske og navnlig etnologiske forskninger. Årene 1851-64 boede han dels i Nicaragua, dels i Mexico i Orizaba, Vera Cruz og Tabasco, men måtte derpå flygte for den franske invasion til de forenede Stater. I 1866 var han atter i Guatemala, som han berejste for Smithsonian Institution i Washington, ligesom senere 1868-71 Campeche og Merida for Peabody-Museet. Årene 1874-78 var han beskæftiget med udgravninger i Guatemala for museet i Berlin.